# Trồng rừng

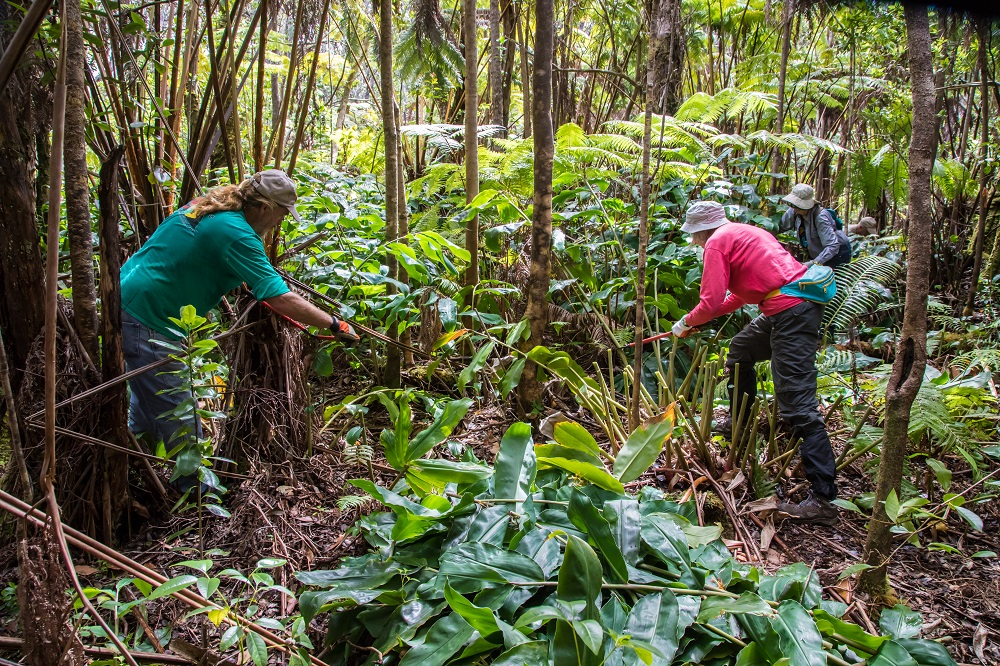
Trồng rừng phục hồi rừng nhiệt đới.

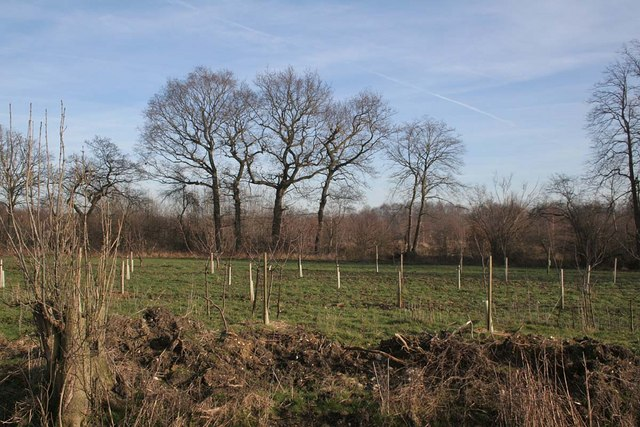
Một dự án trồng rừng ở Rand Wood, Lincolnshire, Anh.

Trồng rừng hay trồng cây gây rừng là hệ thống các giải pháp kỹ thuật lâm sinh được áp dụng để xây dựng rừng nhân tạo gồm nhiều công đoạn như khảo sát chuẩn bị, tạo cây giống, trồng và chăm sóc, nuôi dưỡng và bảo vệ rừng đến đạt năng suất, chất lượng, hiệu quả và mục đích đặt ra. Trồng rừng được áp dụng trên đất không có tính chất đất rừng hoặc đất còn tính chất đất rừng và bao gồm cả nền tảng đất ngập nước ven biển, cửa sông hoặc đầm lầy. Nhiều chính phủ và các tổ chức phi chính phủ trực tiếp tham gia vào các chương trình trồng rừng để gây rừng, tăng thu giữ và hấp thụ carbon, và giúp cải thiện đa dạng sinh học (ở Anh, trồng rừng có thể có nghĩa là chuyển đổi tư cách pháp lý của một số mảnh đất thành "rừng hoàng gia").